# Hitchcock (Texas)
Hitchcock é uma cidade localizada no estado norte-americano do Texas, no Condado de Galveston.

## Demografia
Segundo o censo norte-americano de 2000, a sua população era de 6386 habitantes.
Em 2006, foi estimada uma população de 7265, um aumento de 879 (13.8%).

## Geografia
De acordo com o United States Census Bureau tem uma área de
238,3 km², dos quais 172,1 km² cobertos por terra e 66,2 km² cobertos por água. Hitchcock localiza-se a aproximadamente 5 m acima do nível do mar.

## Localidades na vizinhança
O diagrama seguinte representa as localidades num raio de 12 km ao redor de Hitchcock.